# Harry Macdonough
John Scantlebury Macdonald (Hamilton, 30 de mayo de 1871-Nueva York, 26 de septiembre de 1931) fue un cantante y ejecutivo de grabación canadiense-irlandés-escocés. Bajo el seudónimo de Harry Macdonough, fue uno de los tenores más prolíficos y populares durante los años de formación de la industria discográfica. Basado en los libros de contabilidad de las cuatro principales compañías discográficas de principios del siglo XX (Edison, Victor, Columbia y Brunswick), a las que se puede acceder en línea a través de Discography of American Historical Recordings (DAHR), algunas de sus grabaciones más populares incluyen «Shine On, Harvest Moon» (con Elise Stevenson), «Down By The Old Mill Stream», «They Didn't Believe Me» (con Olive Kline), «Tell Me, Pretty Maiden» (con Grace Spencer) y «Where the River Shannon Flows».

## Carrera musical
Macdonald nació en Hamilton, Ontario, Canadá. Sus primeras actuaciones grabadas fueron para la Michigan Electric Company en Detroit, que fabricaba cilindros de fonógrafo para salas recreativas de un centavo. Llamó la atención de Edison Records con una grabación de demostración que hizo en octubre de 1898 y comenzó a grabar para Edison en el Haydn Quartet. Desde 1899 hasta su jubilación en 1920, grabó cientos de canciones tanto como solista como en conjuntos.
Una de las actuaciones menos conocidas de Macdonald es por interpretar «Tessie», que luego se anunció como «Tessie (You Are the Only Only Only)» del musical de Broadway The Silver Slipper en 1903, convirtiéndose en un grito de guerra para los Boston Red Sox hasta 1918 y comenzando de nuevo en 2004 durante la Serie Mundial.
Durante la década de 1900, Macdonald aceptó un trabajo en Victor Talking Machine Company, convirtiéndose en subdirector y más tarde director de su estudio en la ciudad de Nueva York. Como director del estudio, supervisó el programa del estudio, además de negociar contratos con artistas y editores de música. En octubre de 1913 grabó un dueto con la cantante estadounidense Marguerite Dunlap de «When It's Apple Blossom Time in Normandy». Macdonald ascendió rápidamente en Victor, convirtiéndose en su gerente de ventas nacional en 1920 y gerente de artistas y repertorio en 1923. Se mudó a Columbia Records en 1925 y supervisó el desarrollo técnico de sus estudios hasta su muerte.